# Miki Furukawa
Miki Furukawa (Aomori, 19 febbraio 1979) è una cantante giapponese.
È piuttosto nota per la sua ex-partecipazione come bassista e solista nella band nipponica Supercar. Tuttora lavora come solista, anche se ha formato un progetto musicale, chiamatosi LAMA, assieme al suo ex-compagno della band, Kōji Nakamura.

## Inizi
Miki Furukawa nasce il 19 febbraio 1979 ad Aomori, città giapponese. Ben presto mostra la sua passione per la musica, creando una rubrica per un giornale del suo paese.

## Carriera

### 1995 - 2005: Supercar
Nel 1995, come già citato, Miki Furukawa comincia a scrivere una rubrica sulla musica in un giornale del suo paese. Nello stesso anno le viene un'idea: fondare una band musicale, data la sua grossa passione. Così, come se fosse una bacheca, utilizza il suo spazio nel giornale per reclutare dei musicisti con i quali fondare una band. Verso la fine dello stesso anno, Miki riesce a reclutare Junji Ishiwatari, Kōji Nakamura e il batterista Kōdai Tazawa. La band, entro la fine dell'anno, riuscì a trovare un patto e nacque così la band Supercar, che compose un album circa tre anni dopo la fondazione, Three Out Change.
La band, con la pubblicazione del disco, non ottiene un grande successo, ma riesce a ottenere la stima del paese e della nazione stessa. Un anno dopo, 9 giorni prima del compleanno della fondatrice, viene pubblicato il secondo album, Jump Up, che riuscì a ottenere un buon successo, classificandosi a una buona posizione nella classifica nipponica. Come precedentemente, un anno dopo viene pubblicato un nuovo album, Futurama, al quale seguiranno Highvision (2002) e Answer (2004).
Miki Furukawa, però, non riesce a continuare i rapporti con i suoi compagni di band (eccetto che con Nakamura) e così, nel 2005 (sfruttando il seguente motivo), decide di sciogliere la band, poiché avrebbe voluto che ognuno di essi seguisse la propria carriera musicale. Così, in quell'anno, la band si scioglie ufficialmente, per tristezza dei numerosi fan che aveva conquistato.

### 2006: Carriera da solista - "Mirrors"
Nel 2006 Miki comincia così la sua carriera da solista, incidendo subito un album, Mirrors, il quale riscuote particolare successo tra i fan di Miki, i quali riebbero la loro felicità con la pubblicazione del disco, come fosse una garanzia. Dall'album, come accadrà con i prossimi dischi, verrà estratto un solo singolo, Coffee & Singing Girl!!!, pubblicato inizialmente su YouTube nel mese di luglio, qualche giorno prima della pubblicazione ufficiale del videoclip (19 luglio). Con questo brano il disco può essere definito una vera e propria miscela di genere rock e soprattutto in ambito elettronico e dance-pop. Le musiche composte con l'ausilio di alcuni DJ, infatti, sono per lo più elettroniche, come già citato, fatto che caratterizzerà il genere seguito dalla cantante.
Dell'album fu poi remixato il singolo estratto dalla stessa Furkawa, portando così nuove edizioni:
- Coffee & Singing Girl!!! (Moodman Remix)
- Coffee & Singing Girl!!! (Starburst Coffee Icy Demons Remix)
- Coffee & Singing Girl!!! (Nakako Remix)
- Coffee & Singing Girl!!! (Renamed Coffee Dance The Juan Maclean Remix)
- Coffee & Singing Girl!!! (Relax For Daedelus Remix)
- Coffee & Singing Girl!!! (Broadcast Remix)

### 2008: "Boundage Heart"
Nell'anno successivo, Miki Furukawa pubblica un album, Boundage Heart, il quale, nell'anno dopo verrà remixato nella versione Boundage Heart Remix, dove Miki remixerà ogni brano del disco. Da Boundage Heart viene estratto il singolo Psycho America, e nella versione remixata anche Candy Girl e Saihate. Candy Girl, in particolare, viene ricordata per essere il più grande singolo di Miki Furukawa, poiché ha fatto un bel po' di scalpore su YouTube.
La versione remixata di Boundage Heart, inoltre, può essere definita la versione remixata più bella di Miki, poiché, oltre a essere il primo disco a essere remixato, è entrato in una buona posizione nella classifica nipponica, rendendo felicissimi i fan, che fanno acquistare all'artista un record di visitatori del link della canzone (record ovviamente riguardante tutte le canzoni di Miki e non di più).

### 2010 & 2012: "Very" e il nuovo album(?)
Nel 2010 Miki pubblica il suo 4º album, proprio 2 giorni prima del suo 32º compleanno. In occasione della pubblicazione dell'album quasi relativa al compleanno di Miki, viene organizzato anche il primo tour nazionale dell'artista, per gioia di tutti i fans. Le tappe hanno previsto le città più famose di tutto il Giappone: Tokyo (innanzitutto), Osaka e altre.
Inoltre per il nuovo anno dovrebbe essere presente l'iniziativa di produrre un nuovo disco. La star, infatti, è da 2 anni che l'artista non pubblica un album. Da Very, però, non viene ancora pubblicato nessun singolo. Tuttavia Miki, in un'intervista, annuncia che la canzone "Candy Girl" sarebbe dovuta appartenere a questo nuovo album, anche se poi la cantante ha deciso di mettere la canzone in un altro disco, ossia Boundage Heart.
Nello stesso anno, inoltre, Miki forma un progetto con il suo vecchio compagno di band Kōji Nakamura, nominatosi "LAMA". Inoltre il logo della band è sulla pagina Twitter della ragazza. Finora il progetto musicale ha inciso un singolo, Fantasy, che ha avuto successo poiché era parte ufficiale della colonna sonora dell'anime "UN-GO".

## Discografia

### Album
- 2006: Mirrors
- 2008: Boundage Heart
- 2010: Very

#### Remix
- 2009: Boundage Heart Remixes

### Singoli
- 2006: Coffee & SingingGirl!!!
- 2007: Psycho America
- 2008: Candy Girl
- 2009: Saihate